# Armeeoberkommando (Österreich-Ungarn)
Das Armeeoberkommando (AOK) wurde in Österreich-Ungarn vom Allerhöchsten Oberbefehlshaber, Franz Joseph I., Kaiser von Österreich und König von Ungarn, damals 84 Jahre alt, am Tag der allgemeinen Mobilmachung, dem 31. Juli 1914, in Hinblick auf den ausbrechenden Ersten Weltkrieg eingerichtet und bestand bis zum Zerfall der Doppelmonarchie im Herbst 1918. Das AOK war in dieser Zeit Befehlszentrale für die Bewaffnete Macht der Doppelmonarchie.

## Armeeoberkommandant
Die formelle Leitung hatte bis 1916 der am 31. Juli 1914 vom Monarchen ernannte Erzherzog Friedrich von Österreich-Teschen als Armeeoberkommandant. Das AOK war damals in Teschen, Österreichisch-Schlesien, stationiert.
Am 2. Dezember 1916 übernahm der neue Kaiser und König Karl I./IV. das Armeeoberkommando selbst; Erzherzog Friedrich blieb bis 11. Februar 1917 formal Stellvertretender Armeeoberkommandant und wurde dann enthoben. Am 7. Dezember 1916 fand ein Treffen der beiden verbündeten Monarchen Karl I./IV. und Wilhelm II. und ihrer Spitzenmilitärs in Teschen statt; kurz danach wurde das Armeeoberkommando im Auftrag des Kaisers in das im Eigentum von Friedrich stehende Schloss Weilburg in Baden bei Wien verlegt, wo es Kaiser Karls Residenz Schloss Laxenburg sehr nahe war. Der Monarch hatte die Absicht, das Kommando nicht nur nominell selbst zu führen.
Im Herbst 1918 sahen sich die Vertreter des Königreichs Ungarn, da sie die Realunion mit Cisleithanien mit Zustimmung des Herrschers per 31. Oktober aufgekündigt hatten, vom 1. November an nicht mehr dem AOK unterstellt.
Am 3. November 1918 übergab der Monarch das Amt des Armeeoberkommandanten an den Generalstabschef Arthur Arz, der das Amt allerdings ablehnte. Mit der Übergabe wollte der Monarch offenbar vermeiden, den unausweichlichen Waffenstillstand von Villa Giusti selbst vertreten zu müssen. Zu dieser Zeit war allerdings das Armeeoberkommando praktisch schon bedeutungslos geworden: Die so genannten ungarischen Truppen der bisherigen k.u.k. Armee unterstanden dem neuen ungarischen Kriegsminister, die nichtungarischen Truppen organisierten Rückzug bzw. Heimkehr je nach ihrem Heimatstandort individuell.
Daraufhin wurde noch am 3. November der auf dem Balkan weilende Feldmarschall Hermann Kövess zum Armeeoberkommandanten ernannt, den die Nachricht allerdings erst am 5. November erreichte. Bis zum Eintreffen Kövess in Wien, wohin das AOK in der Zwischenzeit übergesiedelt war, und seiner Übernahme am 11. November vertrat Arz ihn als Armeeoberkommandant. Nach mehreren Wochen dauernden Querelen mit der neuen deutschösterreichischen Staatsregierung legte Kövess, der mit der Liquidierung und Demobilisierung der k.u.k. Armee beschäftigt war, seine Funktion als Chef des AOK auch offiziell am 20. Dezember 1918 nieder. Die Liquidierung des Armeeoberkommandos zog sich noch weitere Monate hin und war schließlich Ende Mai 1919 abgeschlossen.

## Generalstabschef
Als unmittelbarer Untergebener des Armeeoberkommandanten, de facto als tatsächlicher „Macher“ des AOK, fungierte der Generalstabschef. Von 1906 bis 1911 und von 1912 bis zum 1. März 1917 war dies (vor dem Krieg direkt im k.u.k. Kriegsministerium) Franz Conrad von Hötzendorf, zunächst Feldmarschallleutnant, am 23. November 1916 zum Feldmarschall befördert. Erzherzog-Thronfolger Franz Ferdinand hatte Conrad 1906 für diese Spitzenposition empfohlen. Es war inoffiziell vereinbart worden, dass Armeeoberkommandant Erzherzog Friedrich seinem Generalstabschef weitgehend freie Hand lassen würde. Vom 1. März 1917 bis Kriegsende fungierte, von Karl I./IV. ernannt, Generaloberst Arthur Arz als Generalstabschef.